# Chathamia
Chathamia är ett släkte av nattsländor. Chathamia ingår i familjen Chathamiidae.
Kladogram enligt Catalogue of Life:
| Chathamia | \| \| Chathamia brevipennis \| \| \| \| \| \| Chathamia integripennis \| \| \| \| |
|           | \| \| Chathamia brevipennis \| \| \| \| \| \| Chathamia integripennis \| \| \| \| |
|           | Philanisus                                                                        |
|           |                                                                                   |
|           | Chathamia brevipennis                                                             |
|           |                                                                                   |
|           | Chathamia integripennis                                                           |
|           |                                                                                   |

|  | Chathamia brevipennis   |
|  |                         |
|  | Chathamia integripennis |
|  |                         |